# Uwe Wystup
Uwe Wystup (* 1967 in Frankfurt am Main) ist ein deutscher Wirtschaftsmathematiker, Hochschullehrer und Professor für Quantitative Finance und Financial Engineering.

## Leben
Uwe Wystup studierte von 1987 bis 1993 Mathematik an der Johann Wolfgang Goethe-Universität Frankfurt am Main und schloss sein Studium mit dem Diplom ab. Von 1993 bis 1997 promovierte er an der Carnegie Mellon University in den USA im Fach Mathematical Finance (Titel seiner Dissertation: Valuation of Exotic Options Under Shortselling Constraints As a Singular Stochastic Control Problem.).
Nach anschließenden Tätigkeiten als Finanzmathematiker (Desk Quant) für die Deutsche Bank, die Citibank, UBS und Sal. Oppenheim wurde er für den Devisenhandel der Commerzbank und parallel als Lehrbeauftragter für Mathematical Finance an der Johann Wolfgang Goethe-Universität Frankfurt am Main und an der Carnegie Mellon University am Frankfurter Campus tätig. Von 2002 bis 2004 übernahm Uwe Wystup das Global Structured Risk Management bei der Commerzbank Securities. Ende 2003 gründete er die MathFinance AG und leitet diese seitdem als Vorstand. MathFinance ist eine Beratungsfirma für quantitative Finanzthemen.
An der Frankfurt School of Finance & Management war er von 2003 bis 2010 hauptberuflicher Professor für Quantitative Finance. Seit 2013 ist Uwe Wystup Professor für Optionspreismodellierung im Department Mathematical & Computer Science an der Universität Antwerpen, Belgien. Er ist Gründungsdirektor des „Frankfurt MathFinance Institute“, Initiator der jährlichen MathFinance-Konferenz in Frankfurt am Main, Herausgeber der Fachzeitschrift Annals of Finance. Er engagiert sich in verschiedenen Ausschüssen und ist u. a. Senior Advisor und Mitglied des wissenschaftlichen Beirates der WEPEX Unternehmensberatung, Mitglied des Vermögensbeirats der Bundesstiftung „Erinnerung, Verantwortung, Zukunft“ als auch Beirat bei QuantZ Capital Management LLC (New York), Helvetic Investments (Singapur) und Platinum Analytics (Shanghai). Außerdem ist er als Honorarprofessor für Financial Engineering an der Frankfurt School of Finance & Management und bis 2014 als Lehrbeauftragter an der National University of Singapore tätig. Er fungiert zudem als Vertrauensdozent der Friedrich-Naumann-Stiftung.
Seine Schwerpunkte und Forschungsinteressen gelten dem Financial Engineering, quantitativen Finanzaspekten und dem Design strukturierter Kapitalmarktprodukte und exotischer Optionen an den Kapital- und Devisenmärkten.

## Veröffentlichungen (Auswahl)
Wystup hat unter anderem folgende Texte veröffentlicht oder war daran beteiligt:
Monographien
- Wystup, Uwe The Ultimate Quant Cheat Sheet. Waldems: MathFinance AG, 2009
- Wystup, Uwe FX Options and Structured Products. UK: Wiley, 2006
- Cremers, Heinz, Lünemann, Thilko, Wystup, Uwe Stochastik. Frankfurt: Bankakademie Verlag, 2004 (Studienbrief für Bachelor of Finance & Management)
- Cremers, Heinz, Lünemann, Thilko, Wystup, Uwe Wirtschaftsmathematik II. Frankfurt: Bankakademie Verlag, 2004 (Studienbrief Bachelor of Finance & Management)
- Wystup, Uwe Modeling Foreign Exchange Options. A Quantitative Approach. work in progress (Wiley Finance Series)

Herausgeberschaften & Sammelwerke
- Cekan, Markus, Wystup, Uwe (Hrsg.): Encyclopedia of Quantitative Finance. Wiley, 2010
- Hakala, Jürgen, Wystup, Uwe (Hrsg.): Foreign Exchange Risk. London: Risk Publications, 2002